# Sebastian Kawecki
Sebastian Kawecki herbu Gozdawa – subdelegat grodzki oświęcimski, towarzysz husarii Jego Królewskiej Mości i członek konfederacji barskiej w 1769 roku. Syn Jana, po którym odziedziczył majątek ziemski Marcyporęba pod Wadowicami. Wylegitymował się ze szlachectwa w 1782. Syn Antoni Jan Onufry dzierżawił majątek ziemski Kłodnica Dolna. Wylegitymowany ze szlachectwa w zaborze rosyjskim w 1843.